# Museo di arte contemporanea (Belgrado)
Il Museo di Arte Contemporanea (Музеј савремене уметности/Muzej savremene umetnosti) è situato a Belgrado, Serbia. Esso ospita vari oggetti etnografici provenienti dalla Jugoslavia e dalla Serbia e prodotti a partire dal 1900. Il museo funge inoltre da galleria di arte moderna: fu fondato nel 1958 con tale scopo.

## Il museo
Il museo espone circa 35.000 opere d'arte, suddivise in 5 sezioni:
- Dipinti, dal 1900 al 1945
- Dipinti, dopo il 1945
- Collezione di sculture
- Collezione di stampe e disegni
- Sezione dedicata alla fotografia, cinema, video